# Sakesphorus
Sakesphorus é um género de aves passeriformes da família Thamnophilidae, conhecidas popularmente como chocas. São nativas da América do Sul, habitando florestas tropicais e subtropicais húmidas e florestas semi-áridas secas.
O género foi apresentado pelo ornitólogo britânico Charles Chubb em 1918, com a choca-de-crista-preta (Sakesphorus canadensis) como espécie-tipo.

## Características
As chocas desse género são aves de tamanho médio, medindo 14,5 a 17,5  cm de comprimento, caracterizadas por cristas protuberântes (entre as mais proeminentes entre todos os tamnofílidos), e possuem cores predominantemente neutras e modestas, principalmente castanho, cinza, branco e preto. Possuem um dimorfismo sexual notável, as fêmeas são mais discretas que os machos.

## Etimologia
O nome genérico "Sakesphorus" é composto das palavras gregas "sakeos": escudo e "phoros": tendo, segurando = "(ave) segurando um escudo".

## Espécies
Possui três espécies reconhecidas, e uma é disputada: Sakesphorus pulchellus, que por vezes é considerada uma espécie separada, porém em muitas classificações taxonómicas é citada como subespécie da Sakesphorus canadensis.
| Imagem | Nome Científico        | Nome Comum            | Distribuição | Estado |
| ------ | ---------------------- | --------------------- | ------------ | ------ |
|        | Sakesphorus canadensis | Choca-de-crista-preta |              | LC     |
|        | Sakesphorus cristatus  | Choca-do-nordeste     |              | LC     |
|        | Sakesphorus luctuosus  | Choca-d'água          |              | LC     |